# Kjell Vander Elst
Kjell Vander Elst, né le 20 juin 1995 à Louvain, est un homme politique belge, membre de l'Open vld.

## Biographie
Kjell Vander Elst nait le 20 juin 1995 à Louvain.
Aux élections législatives fédérales de 2024, Kjell Vander Elst est élu à la Chambre des Représentants.